# Прекрасная чародейка
«Прекрасная чародейка» (чеш. Krásná čarodějka) — авантюрно-исторический роман чешского писателя Владимира Неффа, впервые опубликованный в 1980 году. Заключительная часть трилогии о Петре Кукане, продолжение романа «Перстень Борджа».

## Сюжет
Действие романа происходит в Чехии и Германии в XVII веке, во время Тридцатилетней войны. Главный герой книги — чех Пётр Кукань, которому поручают секретную миссию, связанную с деятельностью герцога Валленштейна. В финале Кукань погибает от руки убийцы накануне того момента, когда он должен стать королём Чехии. 
«Прекрасная чародейка» стала заключительной частью трилогии. До неё свет увидели романы «У королев не бывает ног» (1973) и «Перстень Борджа» (1975).

## Восприятие
«Прекрасная чародейка» имела большой успех у широкой публики. Критики отмечают, что эта книга может принести удовольствие читателю, но при этом её нельзя безоговорочно отнести к историческим романам из-за пародийного элемента. Нефф здесь прибегает к нарочитым анахронизмам, использует сказочные мотивы и литературные реминисценции, создавая в постмодернстских традициях явно фиктивный мир. При этом с внешней комедийностью соседствует глубинный трагизм.
Официальные литературные критики коммунистической Чехословакии высоко оценили всю трилогию Неффа за «гуманистический пафос», за «предупреждение об ответственности учёных за свои изобретения», «антивоенную» и «антибуржуазную» направленность. Позже появилось мнение, что Нефф, создавая этот цикл, искал идеологическую «отдушину» в период «нормализации» или просто занимался литературной игрой, пародируя бульварное чтиво.